# 갓치촌
갓치촌(河内村)은 이바라키현 마카베군에 일찍이 존재했던 촌이다.

## 지리
- 현재의 지쿠세이시에 해당한다.

## 역사
- 1889년 4월 1일 - 정촌제 시행에 의해 마카베군 갓치촌이 성립하였다.
- 1956년 8월 1일 - 세키모토정, 구로고촌과 합병해 세키조정이 성립하여, 갓치촌은 소멸하였다.

## 인구
| 1891년 | 1,645 |
| 1920년 | 2,697 |
| 1935년 | 3,043 |
| 1950년 | 4,239 |

## 참고문헌
- 角川日本地名大辞典編纂委員会『가도카와 일본 지명 대사전 8 茨城県』、가도카와 쇼텐、1983年 ISBN 4040010809
- 日本加除出版株式会社編集部『全国市町村名変遷総覧』、日本加除出版、2006年、ISBN 4817813180